# Vassili Stassov
Pour les articles homonymes, voir Stassov.
Vassili Petrovitch Stassov (en russe : Василий Петрович Стасов) né le 4 août 1769 à Moscou et mort le 24 août 1848 à Saint-Pétersbourg est un architecte russe, célèbre pour le style néo-classique de ses œuvres.

## Biographie
Fils de paysans, Vassili Stassov fut, dès son jeune âge, doué d'un nature artistique. Il fut influencé par Vassili Bajenov et Matveï Kazakov qu'il connut personnellement.
Il fut nommé académicien à Saint-Pétersbourg, en 1811. Avec Carlo Rossi, Stassov est le représentant majeur du néo-classicisme russe.
Il était le père de Vladimir Stassov, célèbre critique littéraire russe.

## Œuvre
Ses premières constructions du début du XIXe siècle sont aujourd'hui détruites. De 1802 à 1808, il voyagea en France et en Italie ; en reconnaissance de son talent, l'Académie San Luca de Rome le nomma académicien en 1807.
Parmi ses œuvres notables, on distinguera les bâtiments néo-classiques du Marché de Kostroma (1812-1820), la caserne Paul (1817-1818), les entrepôts de Saint-Pétersbourg (1819-1821), le réaménagement des palais de Tsarskoïe Selo et le Manège, etc. (1819-1823), La Porte aux colonnes doriques dédiée aux soldats tombés à la guerre de 1812 contre Napoléon.
Il construisit aussi deux églises à Saint-Pétersbourg, la cathédrale de la Transfiguration (1827-1829), la cathédrale de la Sainte-Trinité d'Izmaïlovo (1827-1835).
Dans les quinze dernières années de sa vie, il termina la cathédrale et le couvent Smolny construits par Bartolomeo Rastrelli, et réaménagea le Palais d'Hiver qui souffrit d'un incendie, en 1837.

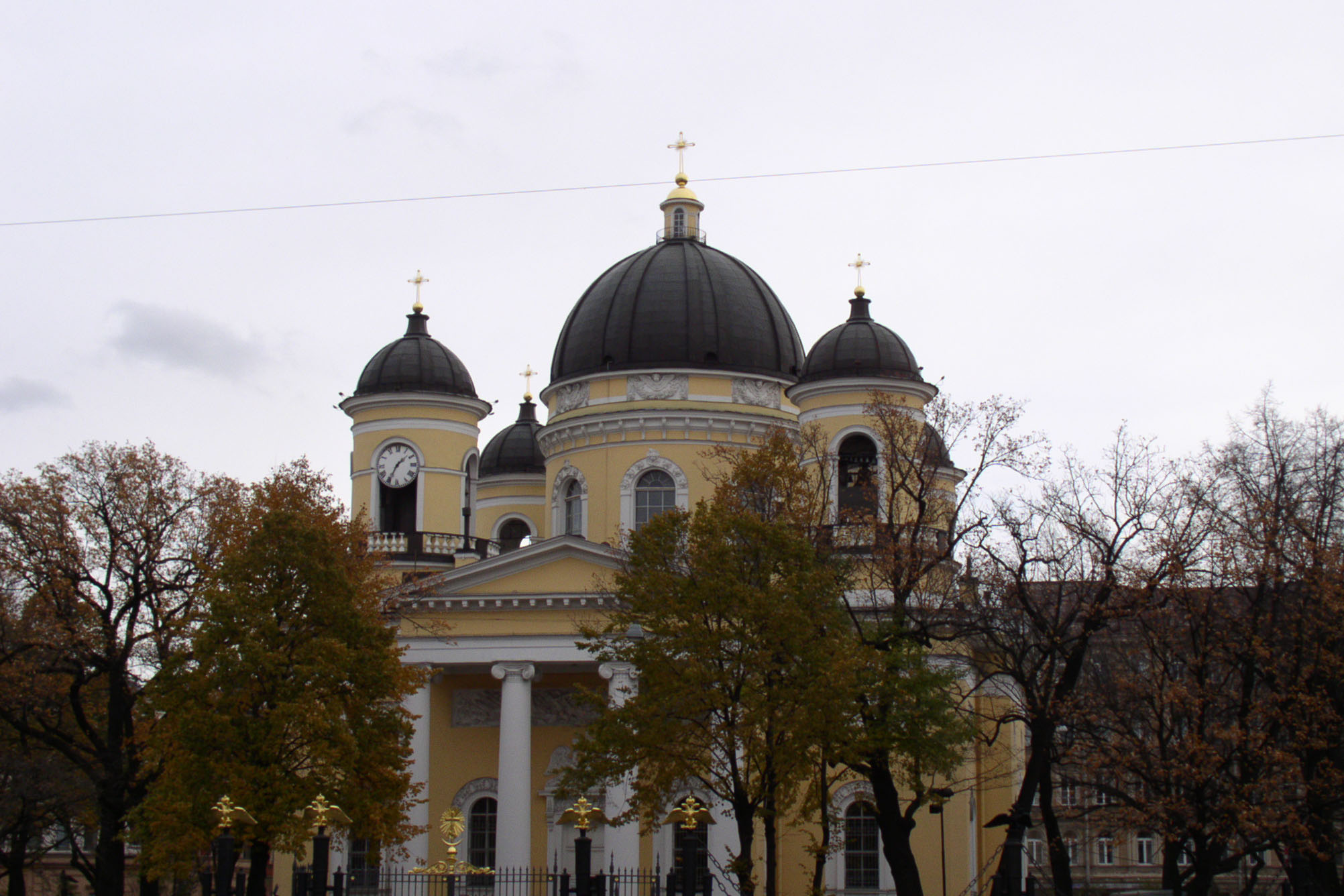
Église de la Transfiguration à Saint-Pétersbourg.
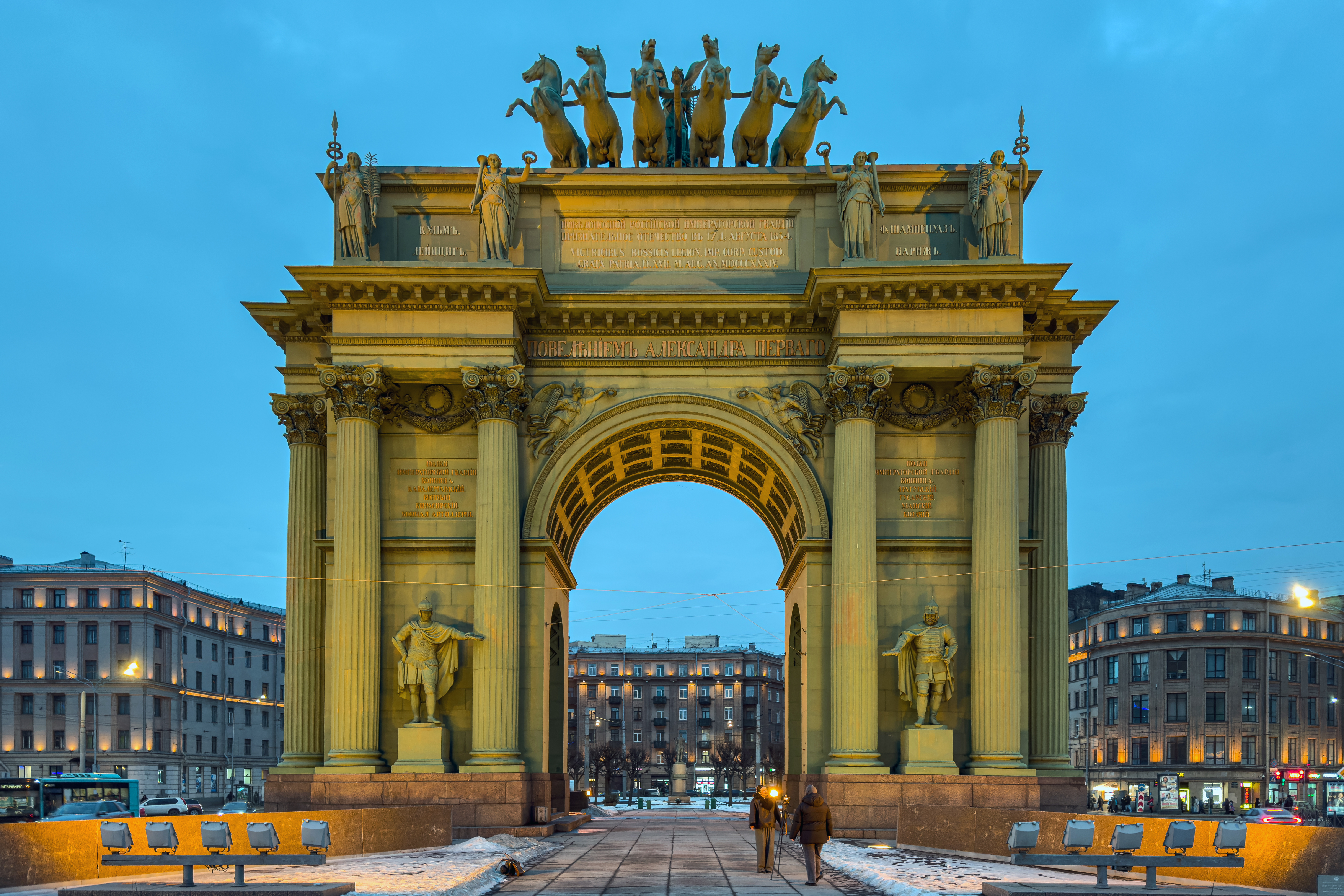
L'arc de triomphe de Narva.